# Mugnano di Napoli
Mugnano di Napoli är en ort och kommun i storstadsregionen Neapel, innan 2015 provinsen Neapel, i regionen Kampanien i Italien. Kommunen hade 34 153 invånare (2022).